# Верхній Мултан
Верхній Мулта́н (рос. Верхний Мултан, удм. Вылӥ Мултан) — присілок (колишній починок) в Кізнерському районі Удмуртії, Росія.
Населення становить 17 осіб (2010, 22 у 2002).
Національний склад (2002):
- удмурти — 100 %

Урбаноніми:
- вулиці — Мултанська